# Quatrième district congressionnel du Minnesota
Le 4e district congressionnel du Minnesota couvre presque tout le Comté de Ramsey et une partie du Comté de Washington. Il comprend tout Saint-Paul et la plupart de ses banlieues nord et est. La circonscription est solidement Démocrate, avec un CPVI de D+17. Il est actuellement représenté par Betty McCollum, du Minnesota Democratic-Farmer-Labour Party (DFL). Le DFL occupe ce siège sans interruption depuis 1949, et pendant tous les mandats sauf un (1947-1949) depuis la fusion des partis Démocrate et Farmer-Labor.
L'un des districts du Congrès les plus diversifiés du Minnesota, le 4e district compte la deuxième plus grande population d'immigrants des districts du Minnesota, avec 15 % de la population. Les plus grands pays d'origine sont le Laos, la Thaïlande, le Myanmar, le Mexique, l'Inde, l'Éthiopie et la Somalie, avec des populations immigrées largement concentrées à Saint-Paul. Le 4e district compte le pourcentage le plus élevé de résidents Hmong de tous les districts des États-Unis, soit 6 % de la population.

## Géographie
| #   | County     | Seat       | Population |
| --- | ---------- | ---------- | ---------- |
| 123 | Ramsey     | Saint Paul | 536,075    |
| 163 | Washington | Stillwater | 278,936    |

### Villes et communes de 10 000 habitants ou plus
- Saint Paul - 303 176
- Woodbury - 78 561
- Blaine - 71 739
- Maplewood - 40 000
- Roseville - 35 627
- Oakdale - 27 799
- Shoreview - 26 632
- White Bear Lake - 23 588
- New Brighton - 22 413
- Stillwater - 19 394
- Lake Elmo - 13 449
- Vadnais Heights - 12 713
- North St. Paul - 12 659
- Mounds View - 12 636
- White Bear Township - 11 049
- Little Canada - 10 499

### Villes de 2 500 à 10 000 habitants
- Arden Hills - 9592
- Mahtomedi - 8138
- Spring Lake Park - 7188
- North Oaks - 5272
- Falcon Heights - 4984
- Oak Park Heights - 4771
- Grant - 3966
- Bayport - 3885
- West Lakeland Township - 3547
- Afton - 2955
- Stillwater Township - 2553

## Historique de vote
| Année | Poste     | Résultats                 |
| ----- | --------- | ------------------------- |
| 2000  | Président | Gore 57,0 % - 37,0 %      |
| 2004  | Président | Kerry 62,0 % - 37,0%      |
| 2008  | Président | Obama 64,0 % - 34,0 %     |
| 2012  | Président | Obama 63,0 % - 36,0 %     |
| 2016  | Président | Clinton 62,0 % - 31,0 %   |
| 2018  | Sénateur  | Klobuchar 71,0 % - 25,0 % |
| 2020  | Président | Biden 67,0 % - 30,0 %     |

## Liste des Représentants du district
| Membre                          | Parti             | Années                           | Congrès     | Histoire électorale | Zone géographique                             |
| ------------------------------- | ----------------- | -------------------------------- | ----------- | --- | --------------------------------------------- |
| District établit le 4 mars 1883 |                   |                                  |             | |                                               |
| William D. Washburn (en)        | Républicain       | 4 mars 1883 - 3 mars 1885        | 48e         | Redécoupage depuis le 3e district et réélu en 1882. Perds sa renomination. | Hennepin (Minneapolis)                        |
| John Gilfillan (en)             | Républicain       | 4 mars 1885 - 3 mars 1887        | 49e         | Élu en 1884. Perds sa réélection. | Hennepin (Minneapolis)                        |
| Edmund Rice (en)                | Démocrate         | 4 mars 1887 - 3 mars 1889        | 50e         | Élu en 1886. Perds sa réélection. | Hennepin (Minneapolis)                        |
| Samuel Snider (en)              | Républicain       | 4 mars 1889 - 3 mars 1891        | 51e         | Élu en 1888. Perds sa réélection. | Hennepin (Minneapolis)                        |
| James Castle (en)               | Démocrate         | 4 mars 1891 - 3 mars 1893        | 52e         | Élu en 1890. Perds sa réélection. | Chisago, Isanti, Kannebec, Ramsey, Washington |
| Andrew Kiefer (en)              | Républicain       | 4 mars 1893 - 3 mars 1897        | 53e , 54e   | Élu en 1892. Réélu en 1894. Retrait. | Chisago, Isanti, Kannebec, Ramsey, Washington |
| Frederick Stevens               | Républicain       | 4 mars 1897 - 3 mars 1915        | 55e - 63e   | Élu en 1896. Réélu en 1898. Réélu en 1900. Réélu en 1902. Réélu en 1904. Réélu en 1906. Réélu en 1908. Réélu en 1910. Réélu en 1912. Perds sa réélection.                                     | Chisago, Ramsey, Washington                   |
| Carl Van Dyke (en)              | Démocrate         | 4 mars 1915 - 20 mai 1919        | 64e - 66e   | Élu en 1914. Réélu en 1916. Réélu en 1918. Décès. | Ramsey                                        |
| Vacant                          | Vacant            | 20 mai 1919 - 1er juillet 1919   | 66e         | | Ramsey                                        |
| Oscar Keller (en)               | Républicain       | 1er juillet 1919 - 3 mars 1927   | 66e - 69e   | Élu pour terminer le mandat de Van Dyke. Réélu en 1920. Réélu en 1922. Réélu en 1924. Perds sa renomination.                                                                                  | Ramsey                                        |
| Melvin Maas (en)                | Républicain       | 4 mars 1927 - 3 mars 1933        | 70e - 72e   | Élu en 1926. Réélu en 1928. Réélu en 1930. Redécoupage vers le district at-large et perds sa renomination.                                                                                    | Ramsey                                        |
| District supprimé               | District supprimé | 4 mars 1833 - 3 janvier 1935     | 73e         | Représentants élus at-large. | Représentants élus at-large.                  |
| Melvin Maas (en)                | Républicain       | 3 janvier 1935 - 3 janvier 1945  | 74e - 78e   | Élu en 1934. Réélu en 1936. Réélu en 1938. Réélu en 1940. Réélu en 1942. Perds sa réélection                                                                                                  | Ramsey                                        |
| Frank Starkey (en)              | Démocrate (DFL)   | 3 janvier 1945 - 3 janvier 1947  | 79e         | Élu en 1944. Perds sa réélection. | Ramsey                                        |
| Edward Devitt (en)              | Républicain       | 3 janvier 1947 - 3 janvier 1949  | 80e         | Élu en 1946. Perds sa réélection. | Ramsey                                        |
| Eugene McCarthy                 | Démocrate (DFL)   | 3 janvier 1949 - 3 janvier 1959  | 81e - 85e   | Élu en 1948. Réélu en 1950. Réélu en 1952. Réélu en 1954. Réélu en 1956. Retrait pour se présenter comme Sénateur des États-Unis.                                                             | Ramsey                                        |
| Joseph Karth (en)               | Démocrate (DFL)   | 3 janvier 1959 - 3 janvier 1977  | 86e - 94e   | Élu en 1958. Réélu en 1960. Réélu en 1962. Réélu en 1964. Réélu en 1966. Réélu en 1968. Réélu en 1970. Réélu en 1972. Réélu en 1974. Retrait.                                                 | Ramsey, Washington                            |
| Bruce Vento (en)                | Démocrate (DFL)   | 3 janvier 1977 - 10 octobre 2000 | 95e - 106e  | Élu en 1976. Réélu en 1978. Réélu en 1980. Réélu en 1982. Réélu en 1984. Réélu en 1986. Réélu en 1988. Réélu en 1990. Réélu en 1992. Réélu en 1994. Réélu en 1996. Réélu en 1998. Décès.      | Ramsey, Washington                            |
| Vacant                          | Vacant            | 10 octobre 2000 - 3 janvier 2001 | 106e        | | Ramsey, Washington                            |
| Betty McCollum                  | Démocrate (DFL)   | 3 janvier 2001 - Présent         | 107e - 118e | Élue en 2000. Réélue en 2002. Réélue en 2004. Réélue en 2006. Réélue en 2008. Réélue en 2010. Réélue en 2012. Réélue en 2014. Réélue en 2016. Réélue en 2018. Réélue en 2020. Réélue en 2022. | Ramsey, Washington                            |

## Résultats des récentes élections
Voici les résultats des dix précédents cycles électoraux dans le district.

## Frontières historiques du district

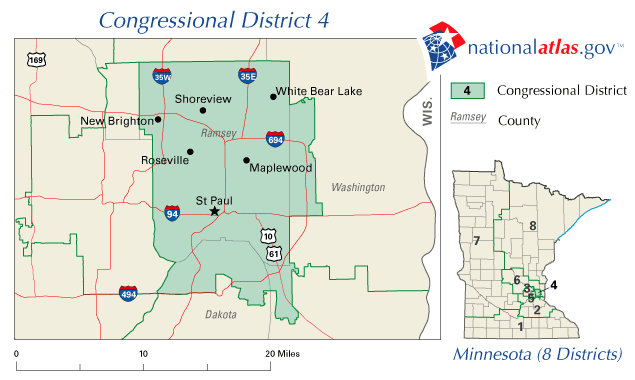
2003 - 2013

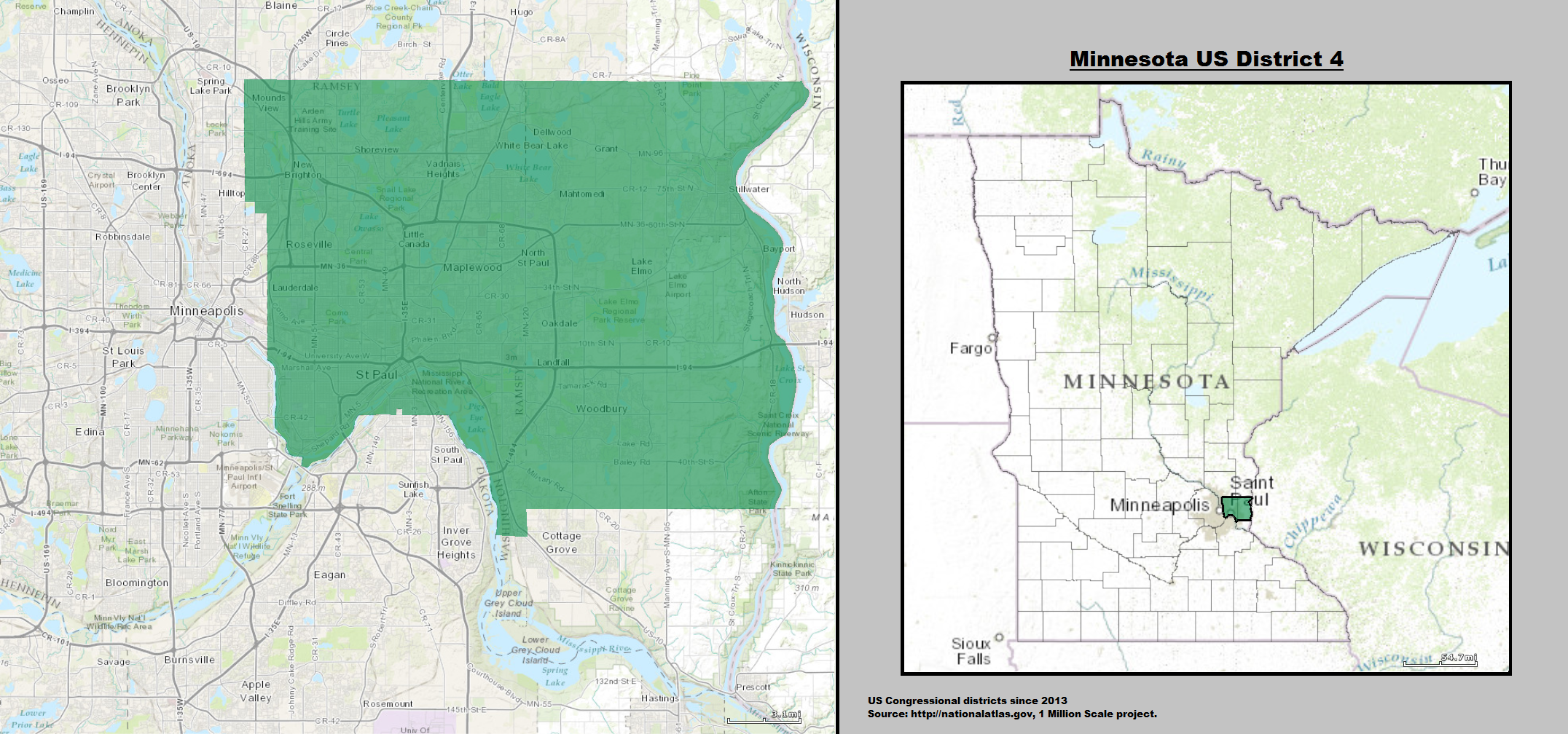
2013 - 2023

### 2004
| Élection de 2004 du 4e district congressionnel du Minnesota | Élection de 2004 du 4e district congressionnel du Minnesota | Élection de 2004 du 4e district congressionnel du Minnesota | Élection de 2004 du 4e district congressionnel du Minnesota | Élection de 2004 du 4e district congressionnel du Minnesota |
| ----------------------------------------------------------- | ----------------------------------------------------------- | ----------------------------------------------------------- | ----------------------------------------------------------- | ----------------------------------------------------------- |
| Parti                                                       | Parti                                                       | Candidat                                                    | Votes                                                       | %                                                           |
|                                                             | Démocrate (DFL)                                             | Betty McCollum (sortante)                                   | 182 387                                                     | 57,48                                                       |
|                                                             | Républicain                                                 | Patricia Bataglia                                           | 105 467                                                     | 33,24                                                       |
|                                                             | Indépendance                                                | Peter F. Vento                                              | 29 099                                                      | 9,17                                                        |
|                                                             | Write-In                                                    | Autres                                                      | 346                                                         | 0,11                                                        |
| Total des votes                                             | Total des votes                                             | Total des votes                                             | 317 299                                                     | 100%                                                        |
|                                                             | Les Démocrate (DFL) conservent                              |                                                             |                                                             |                                                             |

### 2006
| Élection de 2006 du 4e district congressionnel du Minnesota | Élection de 2006 du 4e district congressionnel du Minnesota | Élection de 2006 du 4e district congressionnel du Minnesota | Élection de 2006 du 4e district congressionnel du Minnesota | Élection de 2006 du 4e district congressionnel du Minnesota |
| ----------------------------------------------------------- | ----------------------------------------------------------- | ----------------------------------------------------------- | ----------------------------------------------------------- | ----------------------------------------------------------- |
| Parti                                                       | Parti                                                       | Candidat                                                    | Votes                                                       | %                                                           |
|                                                             | Démocrate (DFL)                                             | Betty McCollum (sortante)                                   | 172 096                                                     | 69,54                                                       |
|                                                             | Républicain                                                 | Obi Sium                                                    | 74 797                                                      | 30,23                                                       |
|                                                             | Write-In                                                    | Autres                                                      | 573                                                         | 0,23                                                        |
| Total des votes                                             | Total des votes                                             | Total des votes                                             | 247 466                                                     | 100%                                                        |
|                                                             | Les Démocrate (DFL) conservent                              |                                                             |                                                             |                                                             |

### 2008
| Élection de 2008 du 4e district congressionnel du Minnesota | Élection de 2008 du 4e district congressionnel du Minnesota | Élection de 2008 du 4e district congressionnel du Minnesota | Élection de 2008 du 4e district congressionnel du Minnesota | Élection de 2008 du 4e district congressionnel du Minnesota |
| ----------------------------------------------------------- | ----------------------------------------------------------- | ----------------------------------------------------------- | ----------------------------------------------------------- | ----------------------------------------------------------- |
| Parti                                                       | Parti                                                       | Candidat                                                    | Votes                                                       | %                                                           |
|                                                             | Démocrate (DFL)                                             | Betty McCollum (sortante)                                   | 216 267                                                     | 68,44                                                       |
|                                                             | Républicain                                                 | Ed Matthews                                                 | 98 936                                                      | 31,31                                                       |
|                                                             | Write-In                                                    | Autres                                                      | 815                                                         | 0,26                                                        |
| Total des votes                                             | Total des votes                                             | Total des votes                                             | 316 018                                                     | 100%                                                        |
|                                                             | Les Démocrate (DFL) conservent                              |                                                             |                                                             |                                                             |

### 2010
| Élection de 2010 du 4e district congressionnel du Minnesota | Élection de 2010 du 4e district congressionnel du Minnesota | Élection de 2010 du 4e district congressionnel du Minnesota | Élection de 2010 du 4e district congressionnel du Minnesota | Élection de 2010 du 4e district congressionnel du Minnesota |
| ----------------------------------------------------------- | ----------------------------------------------------------- | ----------------------------------------------------------- | ----------------------------------------------------------- | ----------------------------------------------------------- |
| Parti                                                       | Parti                                                       | Candidat                                                    | Votes                                                       | %                                                           |
|                                                             | Démocrate (DFL)                                             | Betty McCollum (sortante)                                   | 136 746                                                     | 59,09                                                       |
|                                                             | Républicain                                                 | Teresa Collett                                              | 80 141                                                      | 34,63                                                       |
|                                                             | Indépendance                                                | Steve Carlson                                               | 14 207                                                      | 6,14                                                        |
|                                                             | Write-In                                                    | Autres                                                      | 332                                                         | 0,14                                                        |
| Total des votes                                             | Total des votes                                             | Total des votes                                             | 231 426                                                     | 100%                                                        |
|                                                             | Les Démocrate (DFL) conservent                              |                                                             |                                                             |                                                             |

### 2012
| Élection de 2012 du 4e district congressionnel du Minnesota | Élection de 2012 du 4e district congressionnel du Minnesota | Élection de 2012 du 4e district congressionnel du Minnesota | Élection de 2012 du 4e district congressionnel du Minnesota | Élection de 2012 du 4e district congressionnel du Minnesota |
| ----------------------------------------------------------- | ----------------------------------------------------------- | ----------------------------------------------------------- | ----------------------------------------------------------- | ----------------------------------------------------------- |
| Parti                                                       | Parti                                                       | Candidat                                                    | Votes                                                       | %                                                           |
|                                                             | Démocrate (DFL)                                             | Betty McCollum (sortante)                                   | 216 685                                                     | 62,3                                                        |
|                                                             | Républicain                                                 | Tony Hernadez                                               | 109 659                                                     | 31,5                                                        |
|                                                             | Indépendance                                                | Steve Carlson                                               | 21 135                                                      | 6,1                                                         |
|                                                             | Write-In                                                    | Autres                                                      | 512                                                         | 0,1                                                         |
| Total des votes                                             | Total des votes                                             | Total des votes                                             | 347 991                                                     | 100%                                                        |
|                                                             | Les Démocrate (DFL) conservent                              |                                                             |                                                             |                                                             |

### 2014
| Élection de 2014 du 4e district congressionnel du Minnesota | Élection de 2014 du 4e district congressionnel du Minnesota | Élection de 2014 du 4e district congressionnel du Minnesota | Élection de 2014 du 4e district congressionnel du Minnesota | Élection de 2014 du 4e district congressionnel du Minnesota |
| ----------------------------------------------------------- | ----------------------------------------------------------- | ----------------------------------------------------------- | ----------------------------------------------------------- | ----------------------------------------------------------- |
| Parti                                                       | Parti                                                       | Candidat                                                    | Votes                                                       | %                                                           |
|                                                             | Démocrate (DFL)                                             | Betty McCollum (sortante)                                   | 147 857                                                     | 61,2                                                        |
|                                                             | Républicain                                                 | Sharna Wahlgren                                             | 79 492                                                      | 32,9                                                        |
|                                                             | Indépendance                                                | Dave Thomas                                                 | 14 059                                                      | 5,8                                                         |
|                                                             | Write-In                                                    | Write-In                                                    | 229                                                         | 0,1                                                         |
| Total des votes                                             | Total des votes                                             | Total des votes                                             | 241 637                                                     | 100%                                                        |
|                                                             | Les Démocrate (DFL) conservent                              |                                                             |                                                             |                                                             |

### 2016
| Élection de 2016 du 4e district congressionnel du Minnesota | Élection de 2016 du 4e district congressionnel du Minnesota | Élection de 2016 du 4e district congressionnel du Minnesota | Élection de 2016 du 4e district congressionnel du Minnesota | Élection de 2016 du 4e district congressionnel du Minnesota |
| ----------------------------------------------------------- | ----------------------------------------------------------- | ----------------------------------------------------------- | ----------------------------------------------------------- | ----------------------------------------------------------- |
| Parti                                                       | Parti                                                       | Candidat                                                    | Votes                                                       | %                                                           |
|                                                             | Démocrate (DFL)                                             | Betty McCollum (sortante)                                   | 203 299                                                     | 57,8                                                        |
|                                                             | Républicain                                                 | Greg Ryan                                                   | 121 032                                                     | 34,4                                                        |
|                                                             | Legal Marijuana Now (en)                                    | Susan Pendergast Sindt                                      | 27 152                                                      | 7,7                                                         |
|                                                             | Write-In                                                    | Write-In                                                    | 461                                                         | 0,1                                                         |
| Total des votes                                             | Total des votes                                             | Total des votes                                             | 351 944                                                     | 100%                                                        |
|                                                             | Les Démocrate (DFL) conservent                              |                                                             |                                                             |                                                             |

### 2018
| Élection de 2018 du 4e district congressionnel du Minnesota | Élection de 2018 du 4e district congressionnel du Minnesota | Élection de 2018 du 4e district congressionnel du Minnesota | Élection de 2018 du 4e district congressionnel du Minnesota | Élection de 2018 du 4e district congressionnel du Minnesota |
| ----------------------------------------------------------- | ----------------------------------------------------------- | ----------------------------------------------------------- | ----------------------------------------------------------- | ----------------------------------------------------------- |
| Parti                                                       | Parti                                                       | Candidat                                                    | Votes                                                       | %                                                           |
|                                                             | Démocrate (DFL)                                             | Betty McCollum (sortante)                                   | 216 866                                                     | 66,0                                                        |
|                                                             | Républicain                                                 | Greg Ryan                                                   | 97 746                                                      | 29,7                                                        |
|                                                             | Legal Marijuana Now (en)                                    | Susan Pendergast Sindt                                      | 13 777                                                      | 4,2                                                         |
|                                                             | Write-In                                                    | Write-In                                                    | 226                                                         | 0,1                                                         |
| Total des votes                                             | Total des votes                                             | Total des votes                                             | 328 615                                                     | 100%                                                        |
|                                                             | Les Démocrate (DFL) conservent                              |                                                             |                                                             |                                                             |

### 2020
| Élection de 2020 du 4e district congressionnel du Minnesota | Élection de 2020 du 4e district congressionnel du Minnesota | Élection de 2020 du 4e district congressionnel du Minnesota | Élection de 2020 du 4e district congressionnel du Minnesota | Élection de 2020 du 4e district congressionnel du Minnesota |
| ----------------------------------------------------------- | ----------------------------------------------------------- | ----------------------------------------------------------- | ----------------------------------------------------------- | ----------------------------------------------------------- |
| Parti                                                       | Parti                                                       | Candidat                                                    | Votes                                                       | %                                                           |
|                                                             | Démocrate (DFL)                                             | Betty McCollum (sortante)                                   | 245 813                                                     | 63,2                                                        |
|                                                             | Républicain                                                 | Gene Rechtzigel                                             | 112 730                                                     | 29,0                                                        |
|                                                             | Legal Marijuana Now (en)                                    | Susan Pendergast Sindt                                      | 29 537                                                      | 7,6                                                         |
|                                                             | Write-In                                                    | Write-In                                                    | 1034                                                        | 0,3                                                         |
| Total des votes                                             | Total des votes                                             | Total des votes                                             | 389 114                                                     | 100%                                                        |
|                                                             | Les Démocrate (DFL) conservent                              |                                                             |                                                             |                                                             |

### 2022
| Primaire Démocrate-DFL de 2022 du 4e district congressionnel du Minnesota | Primaire Démocrate-DFL de 2022 du 4e district congressionnel du Minnesota | Primaire Démocrate-DFL de 2022 du 4e district congressionnel du Minnesota | Primaire Démocrate-DFL de 2022 du 4e district congressionnel du Minnesota | Primaire Démocrate-DFL de 2022 du 4e district congressionnel du Minnesota |
| ------------------------------------------------------------------------- | ------------------------------------------------------------------------- | ------------------------------------------------------------------------- | ------------------------------------------------------------------------- | ------------------------------------------------------------------------- |
| Parti                                                                     | Parti                                                                     | Candidat                                                                  | Votes                                                                     | %                                                                         |
|                                                                           | Démocrate (DFL)                                                           | Betty McCollum (sortante)                                                 | 58 043                                                                    | 83,4                                                                      |
|                                                                           | Démocrate (DFL)                                                           | Amane Badhasso                                                            | 10 557                                                                    | 15,2                                                                      |
|                                                                           | Démocrate (DFL)                                                           | Fasil Moghul                                                              | 997                                                                       | 1,4                                                                       |

| Primaire Républicaine de 2022 du 4e district congressionnel du Minnesota | Primaire Républicaine de 2022 du 4e district congressionnel du Minnesota | Primaire Républicaine de 2022 du 4e district congressionnel du Minnesota | Primaire Républicaine de 2022 du 4e district congressionnel du Minnesota | Primaire Républicaine de 2022 du 4e district congressionnel du Minnesota |
| ------------------------------------------------------------------------ | ------------------------------------------------------------------------ | ------------------------------------------------------------------------ | ------------------------------------------------------------------------ | ------------------------------------------------------------------------ |
| Parti                                                                    | Parti                                                                    | Candidat                                                                 | Votes                                                                    | %                                                                        |
|                                                                          | Républicain                                                              | May Lor Xiong                                                            | 9574                                                                     | 44,1                                                                     |
|                                                                          | Républicain                                                              | Jerry Silver                                                             | 7399                                                                     | 34,0                                                                     |
|                                                                          | Républicain                                                              | Gene Rechtzigel                                                          | 4753                                                                     | 21,9                                                                     |

| Élection de 2022 du 4e district congressionnel du Minnesota | Élection de 2022 du 4e district congressionnel du Minnesota | Élection de 2022 du 4e district congressionnel du Minnesota | Élection de 2022 du 4e district congressionnel du Minnesota | Élection de 2022 du 4e district congressionnel du Minnesota |
| ----------------------------------------------------------- | ----------------------------------------------------------- | ----------------------------------------------------------- | ----------------------------------------------------------- | ----------------------------------------------------------- |
| Parti                                                       | Parti                                                       | Candidat                                                    | Votes                                                       | %                                                           |
|                                                             | Démocrate (DFL)                                             | Betty McCollum (sortante)                                   | 200 055                                                     | 67,6                                                        |
|                                                             | Républicain                                                 | May Lor Xiong                                               | 95 493                                                      | 32,3                                                        |
|                                                             | Indépendant                                                 | Diane Peterson (write-in)                                   | 11                                                          | 0,0                                                         |
|                                                             | Write-In                                                    | Write-In                                                    | 414                                                         | 0,1                                                         |
| Total des votes                                             | Total des votes                                             | Total des votes                                             | 295 973                                                     | 100%                                                        |
|                                                             | Les Démocrate (DFL) conservent                              |                                                             |                                                             |                                                             |

### 2024
| Primaire Démocrate-DFL de 2024 du 4e district congressionnel du Minnesota | Primaire Démocrate-DFL de 2024 du 4e district congressionnel du Minnesota | Primaire Démocrate-DFL de 2024 du 4e district congressionnel du Minnesota | Primaire Démocrate-DFL de 2024 du 4e district congressionnel du Minnesota | Primaire Démocrate-DFL de 2024 du 4e district congressionnel du Minnesota |
| ------------------------------------------------------------------------- | ------------------------------------------------------------------------- | ------------------------------------------------------------------------- | ------------------------------------------------------------------------- | ------------------------------------------------------------------------- |
| Parti                                                                     | Parti                                                                     | Candidat                                                                  | Votes                                                                     | %                                                                         |
|                                                                           | Démocrate (DFL)                                                           | Betty McCollum (sortante)                                                 | 37 530                                                                    | 100%                                                                      |

| Primaire Républicaine de 2024 du 4e district congressionnel du Minnesota | Primaire Républicaine de 2024 du 4e district congressionnel du Minnesota | Primaire Républicaine de 2024 du 4e district congressionnel du Minnesota | Primaire Républicaine de 2024 du 4e district congressionnel du Minnesota | Primaire Républicaine de 2024 du 4e district congressionnel du Minnesota |
| ------------------------------------------------------------------------ | ------------------------------------------------------------------------ | ------------------------------------------------------------------------ | ------------------------------------------------------------------------ | ------------------------------------------------------------------------ |
| Parti                                                                    | Parti                                                                    | Candidat                                                                 | Votes                                                                    | %                                                                        |
|                                                                          | Républicain                                                              | May Lor Xiong                                                            | 7777                                                                     | 63,0                                                                     |
|                                                                          | Républicain                                                              | Gene Rechtzigel                                                          | 4558                                                                     | 37,0                                                                     |

| Élection de 2024 du 4e district congressionnel du Minnesota | Élection de 2024 du 4e district congressionnel du Minnesota | Élection de 2024 du 4e district congressionnel du Minnesota | Élection de 2024 du 4e district congressionnel du Minnesota | Élection de 2024 du 4e district congressionnel du Minnesota |
| ----------------------------------------------------------- | ----------------------------------------------------------- | ----------------------------------------------------------- | ----------------------------------------------------------- | ----------------------------------------------------------- |
| Parti                                                       | Parti                                                       | Candidat                                                    | Votes                                                       | %                                                           |
|                                                             | Démocrate (DFL)                                             | Betty McCollum (sortante)                                   | 242 802                                                     | 67,3                                                        |
|                                                             | Républicain                                                 | May Lor Xiong                                               | 117 618                                                     | 32,6                                                        |
|                                                             | Write-In                                                    | Write-In                                                    | 623                                                         | 0,2                                                         |
| Total des votes                                             | Total des votes                                             | Total des votes                                             | 361 043                                                     | 100%                                                        |
|                                                             | Les Démocrate (DFL) conservent                              |                                                             |                                                             |                                                             |